# Khirbet Zanuta
Khirbet Zanuta (Arabisch: خربة زنوتا) is een Palestijns bedoeïenendorpje op de Westelijke Jordaanoever van Palestina. Het ligt 20 kilometer ten zuiden van Hebron in het gelijknamige Gouvernement Hebron van de Palestijnse Autoriteit. 
Zanuta ligt tegen de grens met Israël.Ten noordwesten ervan ligt ad-Dhahiriya. Het inwoneraantal in 2017 was 131.

## Onder bezetting van Israël
Bij de Oslo-akkoorden (1993-1995) is Khirbet Zanuta in gebied-C komen te liggen, waarover Israël de volledige controle heeft. Het betreffende burgerlijke bestuur van Israël, de Civil Administration, dreigt via Israëlische rechtbanken het dorpje te slopen aangezien het deels op een archeologische plek zou liggen.
Sinds 1967 zijn er in het gebied rondom Zanuta Israëlische nederzettingen gesticht, die zich allengs uitbreiden, en hebben de bewoners van Zanuta en andere Palestijnse dorpen regelmatig te maken met gewelddadige aanvallen van de kolonisten (Engels: settlers) van daaruit. Na het begin van de Oorlog tegen Hamas in oktober 2023 is het kolonistengeweld heviger geworden, en is er sprake van een 'nieuwe Nakba'.